# Тюффален
Тюффален (фр. Tuffalun) — муніципалітет у Франції, у регіоні Пеї-де-ла-Луар, департамент Мен і Луара. Тюффален утворено 1 січня 2016 року шляхом злиття муніципалітетів Амбію-Шато, Луерр i Нуаян-ла-Плен. Адміністративним центром муніципалітету є Амбію-Шато. Населення — 1743 особи (01.01.2021).